# 경남신문
경남신문(慶南新聞)은 경상남도에서 발간되는 조간신문이다. 본사를 창원시에 두고 있다. 한국어로 발간되고 평일에 발간되는 일간지이다.
1946년 3월 1일에 마산시에서 처음으로 발간되었다. 10년 뒤에 서울에 첫 번째 특파원을 보냈다.
1946년 남선신문으로 시작하여 1948년 남조선민보, 1950년 마산일보, 1967년 경남매일신문, 1969년 경남매일, 1980년 경남신문으로 제호가 변경되어 왔다.
1996년 인터넷신문인 knnews가 개설되었다.
경남에서 가장 큰 신문사로 경남을 대표하는 신문으로 자리매김하고 있다.
2015년 1월 1일을 기점으로 석간 발행을 마감하고, 조간 신문으로 전환되었다.

## 지면
- 주5일제 신문을 발행한다.
- 매주 일요일 신문 발행하지 않고[1], 온라인 서비스를 계속한다.

## 통계
| 발행 부수(경남)               | 발행 부수(경남) | 발행 부수(경남) | 발행 부수(경남) | 발행 부수(경남) |
| 2010년                        | 2012년          | 2014년          | 2017년          | 비고            |
| ----------------------------- | --------------- | --------------- | --------------- | --------------- |
| 40,554                        | 41,162          | 42,307          | 41,366          |                 |
| 출처: 한국ABC협회, 미디어오늘 |                 |                 |                 |                 |